# Zingalamaduni
Zingalamaduni è il secondo album in studio del gruppo musicale statunitense Arrested Development, pubblicato il 14 giugno 1994.

## Tracce
1. WMFW (We Must Fight & Win) FM (intro) – 1:55
2. United Minds – 5:17
3. Ache'n for Acres – 2:39
4. United Front – 4:39
5. Africa's Inside Me – 3:11
6. Pride – 5:38
7. Shell – 3:25
8. Mister Landlord – 2:54
9. Warm Sentiments – 4:11
10. The Drum (strumentale) – 1:57
11. In the Sunshine – 4:31
12. Kneelin' At My Altar – 2:33
13. Fountain of Youth – 3:21
14. Ease My Mind – 4:12
15. Praisin' U – 4:02

### Tracce extra edizione giapponese
1. Eggbeaters
2. Ease My Mind (Premier's Remix)
3. United Front (Noise In My Attic Remix)